# Eukenberg
De Eukenberg is een opgeworpen heuvel in het Gooi in de Nederlandse provincie Noord-Holland. De heuvel ligt in de gemeente Gooise Meren op de Naarder Eng in het bosgebiedje ten noordwesten van Huizen. Oorspronkelijk hoorde dit gebied tot Huizen. De heuvel is 14,3 meter hoog. Op de top bevindt zich een uitzichtpunt van waar men uitkijkt over het Gooimeer. De overgang naar dit meer kenmerkt zich door een abrupt verval in het maaiveld: de klifkust.
Andere heuvels in het gebied zijn de Woensberg, Tafelberg, Trapjesberg, Sijsjesberg, Aalberg en de Leeuwen- of Venusberg.

## Geschiedenis
De heuvel ligt in een gebied met meerdere tafelbergen. Het fenomeen tafelbergen wordt voor het eerst vermeld in de 10e eeuw. Heuvels werden opgeworpen om religieuze redenen met de vorm van een afgeplatte kegel, waarop religieuze feesten gehouden werden. Een bekend voorbeeld daarvan is Silbury Hill. In Nederland worden ze sinds de 19e eeuw als offerberg beschouwd. Of alle heuvels in het Gooi een dergelijke oorsprong hebben is onduidelijk, maar een aantal van de heuvels stammen minstens uit de middeleeuwen omdat ze genoemd worden op de 10e-eeuwse goederenlijst van het klooster Werden.
Mogelijk is de Eukenberg een tafelberg geweest.

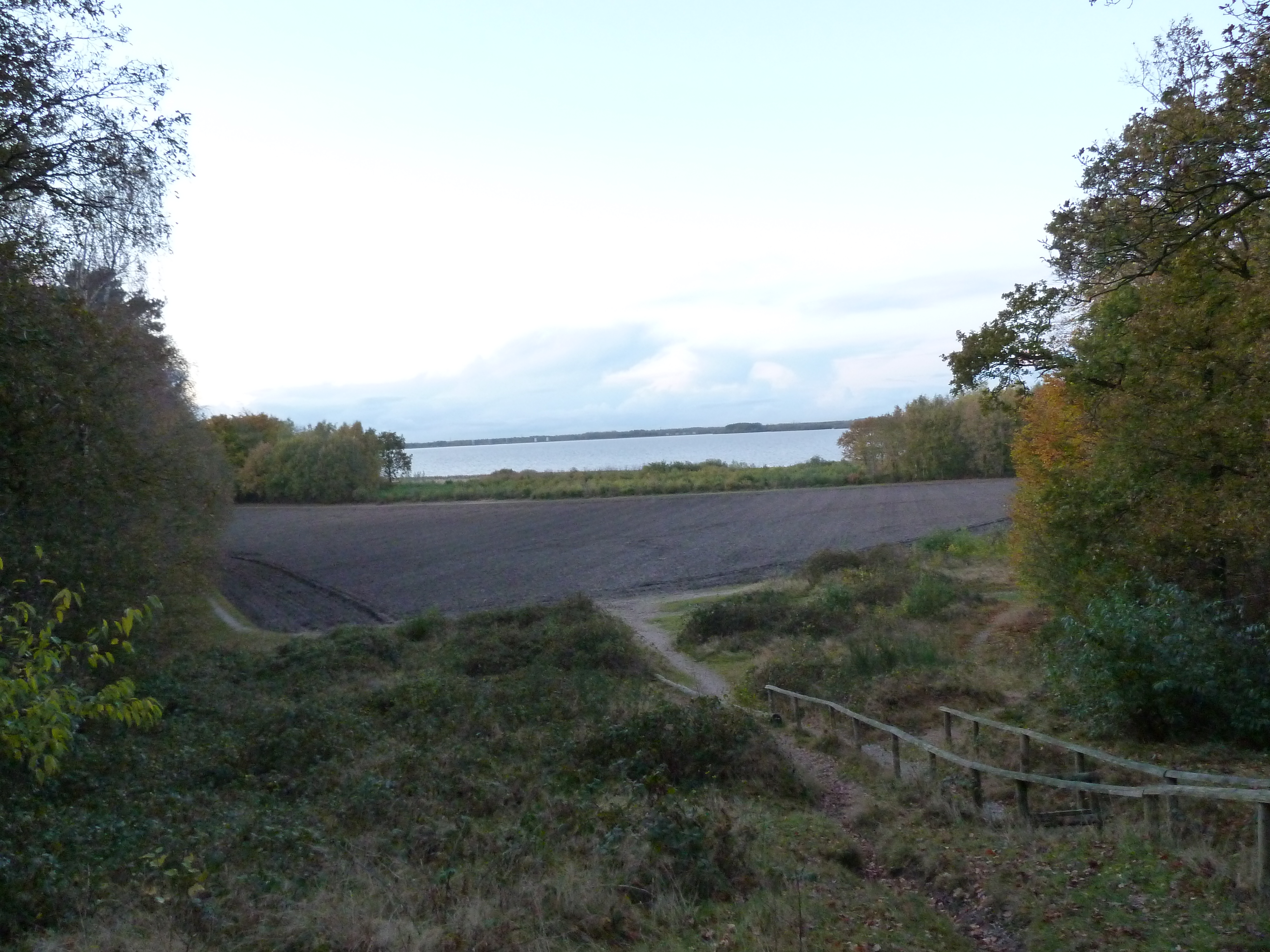
Uitzicht op het Gooimeer